# Wybory parlamentarne w Mołdawii w 2009 roku (lipiec)
Wybory parlamentarne w Mołdawii odbyły się 29 lipca 2009. Były to wybory przedterminowe, poprzednie przeprowadzono 5 kwietnia tego samego roku. Wybrany wówczas mołdawski parlament został rozwiązany przez prezydenta Vladimira Voronina zgodnie z obowiązującym prawem po tym, jak dwukrotnie w głosowaniach nie zdołano wybrać nowej głowy państwa.
Przed wyborami dokonano modyfikacji prawa wyborczego, obniżając próg wyborczy z 6 do 5%. W wyborach wystartowała dominująca dotąd Partia Komunistów Republiki Mołdawii, trzy opozycyjne partie parlamentarne (Partia Liberalno-Demokratyczna, Partia Liberalna, Partia Sojusz Nasza Mołdawia), a także cztery ugrupowania pozaparlamentarne, w tym dwóch byłych koalicjantów partii komunistycznej i Partia Demokratyczna, której przywództwo objął dysydent z PCRM, Marian Lupu.

## Wyniki
| Nazwa partii                                         | Głosy     | Procent | Mandaty | +/- |
| ---------------------------------------------------- | --------- | ------- | ------- | --- |
| Partia Komunistów Republiki Mołdawii                 | 706 732   | 44,69%  | 48      | –12 |
| Partia Liberalno-Demokratyczna                       | 262 028   | 16,57%  | 18      | +3  |
| Partia Liberalna                                     | 232 108   | 14,68%  | 15      | ±0  |
| Demokratyczna Partia Mołdawii                        | 198 268   | 12,54%  | 13      | +13 |
| Partia Sojusz Nasza Mołdawia                         | 116 194   | 7,35%   | 7       | –4  |
| Mołdawska Chrześcijańsko-Demokratyczna Partia Ludowa | 30 236    | 1,91%   | 0       | ±0  |
| Socjaldemokratyczna Partia Mołdawii                  | 29 434    | 1,86%   | 0       | ±0  |
| Ekologiczna Partia Mołdawii „Zielony Sojusz”         | 6 517     | 0,41%   | 0       | ±0  |
| Suma (frekwencja 58,77%)                             | 1 581 517 | 100,00% | 101     | ±0  |

## Sytuacja po wyborach
Na skutek głosowania komuniści utracili dotychczas posiadaną większość w parlamencie, jednocześnie ani PCRM, ani opozycja nie zdołały uzyskać większości 61 mandatów potrzebnych do wyboru nowego prezydenta. 8 sierpnia 2009 cztery pozostałe ugrupowania zawiązały koalicję pod nazwą Sojusz na rzecz Integracji Europejskiej. Jej liderami zostali przywódcy liberałów Mihai Ghimpu, liberalnych demokratów Vlad Filat, demokratów Marian Lupu i Serafim Urecheanu z Naszej Mołdawii. Pierwszy z nich stanął na czele parlamentu, drugi został kandydatem na premiera, zaś Marian Lupu oficjalnym kandydatem na prezydenta.